# ファイエット郡 (ペンシルベニア州)
ファイエット郡（英: Fayette County）は、アメリカ合衆国ペンシルベニア州の南西部に位置する郡である。人口は12万8804人（2020年）。郡庁所在地はユニオンタウンであり、同郡で人口最大の都市である。
ファイエット郡はピッツバーグ都市圏に属している。1783年9月26日にウェストモアランド郡から分離して設立され、郡名はラファイエット侯爵にちなんで名付けられた。

## 歴史
ファイエット郡となった地域に最初に入ったヨーロッパ人は探検家達であり、アパラチア山脈を越えるために郡を二分するインディアン道を使った。1754年、この地域の領有権が未だ論争の渦中にあるときに、22歳のジョージ・ワシントンがジュモンビルグレンとネセシティ砦でフランス軍と闘った。ワシントンとエドワード・ブラドック将軍の指揮下にあったイギリス軍はこの地域の道路を改良し、後のファイエット郡を重要な補給線にした。アメリカ独立戦争のとき、イギリス軍と同盟するインディアンの攻撃を受け、孤立したフロンティアになった。開拓を遅らせたのはバージニア州との境界紛争だった。バージニアのウェストオーガスタ地区とペンシルベニアのウェストモアランド郡がどちらもこの地域の領有を主張していた。1780年、この紛争はペンシルベニア有利に決着し、1783年にはウェストモアランド郡から分離してファイエット郡が設立された。
1793年におきたウィスキー税反乱では、農民が新しい蒸留酒税に抗議して税徴収官に対して反乱を起こし、ファイエット郡の開拓者は新生間もないアメリカ合衆国政府に最初の試練を与えた。ジョージ・ワシントン大統領は秩序を回復するために民兵隊を招集した。1800年代初期、ファイエット郡は旅人にとって重要な存在であり続けた。ナショナル道路が西に向かう開拓者に山脈を抜ける経路を提供した。モノンガヒラ川沿いのブラウンズビルにあった造船所は国内外貿易のための船舶を建造した。
19世紀半ばにピッツバーグの町が発展し、ファイエット郡は炭鉱とコークス製造の中心地になった。1880年代から1900年代初期、鉄鋼の爆発的な生産が国家の重大事になった。仕事を求めて新しい移民がファイエット郡に入ってきた。スコットランド人やドイツ人の農業社会は、新しく入ってきた南ヨーロッパや東ヨーロッパからの移民に侵食されていった。それでもこの地域の富はピッツバーグとの結びつきがあるイングランドやスコットランド出身の家系に集中したままだった。
第二次世界大戦までに、新しく組合に組織され労働者階級が生まれ、繁栄度を増していった。しかし1950年代に石炭産業が衰退を始めた。アメリカ鉄鋼業の崩壊が郡にとって苦難の時をもたらした。産業の再構築は労働者階級の仕事が失われることであり、多くの家族は中産階級となった。現在数少ない炭鉱が残っているが、天然資源は地元経済にとって重要なままである。この地域はゆっくりとサービス産業への転換を進め、テレマーケティングなどの分野の仕事が増えている。

## 地理
アメリカ合衆国国勢調査局に拠れば、郡域全面積は798平方マイル (2,066.8 km2)であり、このうち陸地790平方マイル (2,046.1 km2)、水域は8平方マイル (20.7 km2)で水域率は0.98%である。郡西部はうねりのある丘陵部と、モノンガヒラ川とヤカゲイニー川に沿った2つのバレーがある。東部は鉱山と森が多い。この地域には多くの炭鉱がある。

### 交通
ファイエット郡は総体的に田園部であり、直接州間高速道路は通っていないが、ピッツバーグとその主要郊外部には4車線道路で繋がれている。今後の州道建設計画には、北のピッツバーグや南のウェストバージニア州モーガンタウンとを直接繋ぐ自動車専用道の建設が入っている。

#### 主要高規格道路
- ペンシルベニア州道21号線、ロイ・E・ファーマン・ハイウェイとも呼ばれ、西のグリーン郡を抜け、モノンガヒラ川を渡り、ユニオンタウンが終点になっている
- アメリカ国道40号線、有名なナショナル道路の部分、西のワシントン郡とを繋ぎ、ピッツバーグ郊外の外れにあるワシントン市に向かう、ユニオンタウンの自動車専用道バイパスを形成し、メリーランド州に向かう2車線山岳道路となる
- アメリカ国道40号線産業道路（ブラウンズビル）、アメリカ国道40号線の当初の経路1.5マイル (2.4 km) の2車線道を使っている。レッドストーン・タウンシップを通り、アメリカ国道の一部となる
- アメリカ国道40号線産業道路（ユニオンタウン）、ユニオンタウンの準郊外地を通る自動車専用道バイパス、アメリカ国道40号線の当初の経路を中心街接続路に転換した、西の始点から狭い4車線道路として事業地区に向かい、東向き路線はファイエット通り東に、西向き路線はメインストリート東に分岐する。その後は丘陵部だが人口の多いサウスユニオン・タウンシップを通り、アメリカ国道40号線となって山岳部に向かう
- ペンシルベニア州道43号線、モン・ファイエット・イクスプレスウェイの一部、ユニオンタウンとピッツバーグ南部郊外のジェファーソンヒルズを繋ぐ有料道路となり、将来的にはピッツバーグ市境まで延伸される。南はモーガンタウンへの高速道路となっている
- ペンシルベニア州道51号線、ユニオンタウンとピッツバーグ市を結ぶ幹線道であり、4車線道路だが、ユニオンタウン市内の最終区間は2車線である
- ペンシルベニア州道88号線、ピッツバーグの南部郊外とモノンガヒラ・バレーを繋ぐ川沿いの曲がりくねった道路、短区間ファイエット郡に入り、ポートマリオンで終わる
- アメリカ国道119号線、うねりのある2車線道路として南のモーガンタウンに向かう、ファイエット郡のメインストリートとなり、ユニオンタウンのバイパスとなる。その後4車線でコネルズビルを抜け、ピッツバーグ郊外のグリーンズバーグに向かう
- ペンシルベニア州道166号線、ポイントマリオンとブラウンズビル・タウンシップを繋ぐ田園道、ローワー・モノンガヒラ・バレーにある小さな町を繋ぐ
- ペンシルベニア州道201号線、コネルズビルとウェストモアランド郡南西部を繋ぐ円弧状の道路、
- ペンシルベニア州道281号線、メリーランド州境とサマセット郡を繋ぐ田園道、マークリーズバーグとヘンリー・クレイ・タウンシップも通る
- ペンシルベニア州道381号線、ウェストバージニア州境とウェストモアランド郡を繋ぐ山岳路、ファイエット郡のローレル高地の中心を通り、オハイオパイル州立公園を取り巻く地域を通るので景観道路に指定されている
- ペンシルベニア州道653号線、スプリングフィールド・タウンシップとサマセット郡を繋ぐ切通道、ローレルリッジ州立公園を通り、景観道路に指定されている
- ペンシルベニア州道711号線、コネルズビルが始点であり、ウェストモアランド郡とを繋ぐ山岳路
- ペンシルベニア州道711号線トラック道、コネルズビル中心街のバイパス、南端近くではアメリカ国道119号線とも表示される。
- ペンシルベニア州道819号線、バンダービルトからウェストモアランド郡のマウントプレザントを繋ぐ田園道
- ペンシルベニア州道857号線、サウスユニオン・タウンシップにある自動車専用道出口からウェストバージニア州境に向かう田園道
- ペンシルベニア州道906号線、ワシントン・タウンシップに始まる川沿い道、ベルバーノンを通りウェストモアランド郡モネッセンに通じる主要道
- ペンシルベニア州道982号線、ブルスキン・タウンシップとウェストモアランド郡レイトローブ市を繋ぐ2車線道

#### 公共交通機関
ファイエット地域共同交通が大量輸送機関であり、地元バス便やピッツバーグへの通勤バスを運行している。アムトラックは、シカゴからクリーブランドを経由してワシントンD.C.に向かうキャピトル・リミテッドを運行しており、コネルズビルで停車する。ジョセフ・A・ハーディ・コネルズビル空港は一般用途空港である。

### 隣接する郡
- ウェストモアランド郡 - 北
- サマセット郡 - 東
- ガレット郡 (メリーランド州) - 南東
- プレストン郡 (ウェストバージニア州) - 南
- モノンガリア郡 (ウェストバージニア州) - 南西
- グリーン郡 - 西
- ワシントン郡 - 北西

### 国立保護地域
- ネセシティ砦国立戦場跡
- フレンドシップヒル国立歴史史跡

## 郡政府と政治
ファイエット郡は、選挙で選ばれる3人の委員で構成される郡政委員会が統治している。この委員会は立法と行政の機能を持っている。州法では政治的に対立する集団の意見を容れるために、少数党の委員を含む必要がある。委員の任期は4年間である。
ファイエット郡一般訴訟裁判所は地域の主要裁判所として機能している。判事は州法によって10年間任期で選ばれている。さらに地区判事は郡全体を管轄し、軽犯罪を担当する。
2008年11月時点でファイエット郡には91,386人の登録有権者がいた。
- 民主党: 62,879 (68.81%)
- 共和党: 21,932 (24.00%)
- その他の政党: 6,575 (7.19%)

ファイエット郡は州や国政選挙では民主党を支持する傾向にある。過去に組合が強かった歴史があるために、民主党の政治が定着してきたが、概して社会的には保守的である。2000年アメリカ合衆国大統領選挙では、民主党のアル・ゴアが郡総投票数の57%を獲得し、対する共和党のジョージ・W・ブッシュは40%だった。2004年では、民主党のジョン・ケリーが53%、ブッシュは45%だった。2006年に行われた州知事選挙では、民主党員で当選したエド・レンデルが郡の59%を取り、アメリカ合衆国上院議員のボブ・ケイシーは63%を取った。2008年では、共和党に傾きジョン・マケインが49.62%、民主党のバラク・オバマが49.21%だった。得票差は215票だった。2010年、共和党知事のトム・コーベットは55%、上院議員のパット・トゥーミーは50.19%を獲得した。
ファイエット郡はアメリカ合衆国下院議員ペンシルベニア州第9選挙区に属し、2013年時点では共和党議員を選出している。ペンシルベニア州議会上院では第32選挙区に属しており、下院では第49、第50、第51、第52、第58および第59選挙区に属している。2013年時点で上院は民主党、下院は民主党5人、共和党1人となっている。

## 人口動態
以下は2010年国勢調査による人口統計データである。
| 基礎データ - 人口: 136,606人 - 世帯数: 59,969 世帯 - 家族数: 41,198 家族 - 人口密度: 73人/km2（188人/mi2） - 住居数: 66,490軒 - 住居密度: 32軒/km2（84軒/mi2） 人種別人口構成 - 白人: 95.30% - アフリカン・アメリカン: 3.51% - ネイティブ・アメリカン: 0.11% - アジア人: 0.22% - 太平洋諸島系: 0.01% - その他の人種: 0.11% - 混血: 0.73% - ヒスパニック・ラテン系: 0.38% 先祖による構成 - ドイツ系：19.8% - イタリア系：13.2% - アイルランド系：11.4% - アメリカ人：9.2% - ポーランド系：8.4% - イギリス系：7.9% - スロバキア系：6.6% | 年齢別人口構成 - 18歳未満: 22.7% - 18-24歳: 7.7% - 25-44歳: 27.2% - 45-64歳: 24.2% - 65歳以上: 18.1% - 年齢の中央値: 40歳 - 性比（女性100人あたり男性の人口） - 総人口: 91.8 - 18歳以上: 87.6 世帯と家族（対世帯数） - 18歳未満の子供がいる: 28.7% - 結婚・同居している夫婦: 51.8% - 未婚・離婚・死別女性が世帯主: 12.4% - 非家族世帯: 31.3% - 単身世帯: 28.0% - 65歳以上の老人1人暮らし: 14.5% - 平均構成人数 - 世帯: 2.43人 - 家族: 2.96人 |

2009年にパスウェイズがペンシルベニア州労働産業省との共同で公開した調査では、ファイエット郡の家庭の35％は、食費、住居費、子供の養育費、医療費など基本的な家計費を適切に賄えないほどに収入が無く、経済的に落ち込んでいると報告していた。

## 都市と町

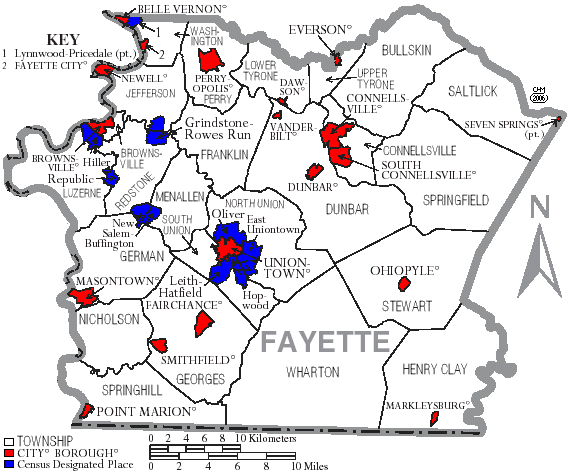
ファイエット郡の自治体、ボロは赤、タウンシップは白、国勢調査指定地域は青

ペンシルベニア州法の下では4種類の自治体がある。市、ボロ、タウンシップ、町である。

### 都市
- コネルズビル
- ユニオンタウン - 郡庁所在地

### ボロ
| - ベルバーノン - ブラウンズビル - ドーソン - ダンバー - エバーソン - フェアチャンス | - ファイエットシティ - マークリーズバーグ - メイソンタウン - ニューウェル - オハイオパイル - ペリーポリス | - ポイントマリオン - セブンスプリングス（一部はサマセット郡内） - スミスフィールド - サウスコネルズビル - バンダービルト |

### タウンシップ
| - ブラウンズビル - ブルスキン - コネルズビル - ダンバー - フランクリン - ジョージズ - ジャーマン - ヘンリークレイ | - ジェファーソン - ローワータイロン - ルザーン - メナレン - ニコルソン - ノースユニオン - ペリー - レッドストーン | - ソルトリック - サウスユニオン - スプリングフィールド - スプリングヒル - スチュワート - アッパータイロン - ワシントン - ワートン |

### 国勢調査指定地域
国勢調査指定地域はアメリカ合衆国国勢調査局が人口統計データを取るために設定した地域である。州法の下では実際の司法権が及ぶ範囲ではない。村などその他の未編入領域も下記に挙げる。
| - アリソン - アーノルドシティ - ベアロックス - バッフィントン - チョークヒル - ディアレイク - イーストユニオンタウン - イーデンボーン - フェアホープ - ファーミントン | - グラインドストーン - ヒラー - ホップウッド - リース・ハットフィールド - リーモントファーネス - リンウッド・プライスデール - ナオミ - ニューセイラム - オリバー - レパブリック | - ロンコ - ローズラン - スモック - サウスユニオンタウン - スタージャンクション |

### 未編入の町

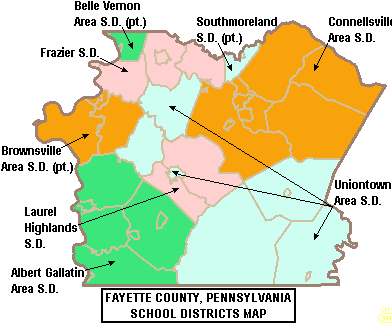
ファイエット郡教育学区の区分図

- ウィックヘイブン

## 教育

### 高等教育機関
- ペンシルベニア州立大学ファイエット校

### 公共教育学区
- アルバートギャラティン地域教育学区
- ベルバーノン地域教育学区（一部はウェストモアランド郡）
- ブラウンズビル地域教育学区（一部はワシントン郡）
- コネルズビル地域教育学区
- フレージャー教育学区
- ローレルハイランズ教育学区
- サウスモアランド教育学区（一部はウェストモアランド郡）
- ユニオンタウン地域教育学区

### 私立学校
- オールセイント地域学校 - メイソンタウン
- アポストリック・クリスチャン・アカデミー - ダンバー
- バイブル・バプテスト・アカデミー - ユニオンタウン
- チャンピオン・クリスチャン学校 - チャンピオン
- チェスナットリッジ・クリスチャン・アカデミー - ユニオンタウン
- コネルズビル地域カトリック学校 - コネルズビル
- ギーベル・カトリック高校 - コネルズビル
- マウントカーメル・クリスチャン学校 - マウントプレザント
- マウントモリア・クリスチャン学校 - スミスフィールド
- マウントザイオン・クリスチャン・アカデミー - アクミー
- ニューメドウラン教区学校 - ファーミントン
- スプリングバレー学校	- ファーミントン
- セントジョン・エバンジェリスト学校 - ユニオンタウン
- バーナ・モンテッソリ学校 - プリッツタウン

## 見どころ
- ネセシティ砦は、フレンチ・インディアン戦争の時に、ジョージ・ワシントンが建設した砦を復元したものである。ワートン・タウンシップにあり、現在は国立戦場跡として運営されている[8]。
  - この砦の道路向かいにエドワード・ブラドック将軍の墓がある。ブラドックはデュケーヌ砦（現在のピッツバーグ市中心街）攻撃中に致命傷を負った。イギリス政府との諒解によりブラドックの墓所はイギリスの土地と見なされている[9]
- ナショナル道路（カンバーランド道路とも呼ばれる）はファイエット郡を二分している。連邦政府が最初に資金を出した道路であり、ボルチモアとイリノイ州バンダリアを繋いだ。現在のアメリカ国道40号線がほぼそのルートを継承している。
  - メナレン・タウンシップにある料金所は、現在でも残っている数少なくなった料金所の1つである[10]。ワシントン酒場は、19世紀初期の宿屋の古典的な例である[11]。
- ペリーポリスの町は、ジョージ・ワシントンが測量士を務めているときに設計した。ワシントンが始めた粉挽き場が復元されている[12]。
- 建築家フランク・ロイド・ライトの著名な家屋である「落水荘」がスチュワート・タウンシップの滝の上にある。あまり知られてはいないが[要出典]ライトの設計になる「ケンタックノブ」も同じタウンシップ内にある[13]。
- 19世紀の政治家アルバート・ギャラティンの家屋「フレンドシップヒル」が国立歴史史跡として維持されている。スプリングヒル・タウンシップ内にある[14]。
- ファイエット郡の南側郡境はメイソン＝ディクソン線の一部であることを示す標識が建てられている。
- ヤカゲイニー川峡谷を取り巻く一連の滝はオハイオパイル州立公園の一部として保護されている。
- ローレルリッジ州立公園にはペンシルベニア州のアパラチアン丘陵部を通るハイキング道がある。
- 州内最大の洞窟であるローレル洞窟群が郡内にあり、ツアーや探検に人気がある。
- 昔の交易基地が豪壮な邸宅に転換されたのがネマコリン・キャッスルである。地下鉄道 (秘密結社)との関連でも知られる。
- ネマコリン・ウッドランズ・リゾートがワートン・タウンシップ内にある。5つ星のホテルがあり、スロット・カジノの免許も取得している。
- 山の多い郡西部には、セブンスプリングス山岳リゾートがあり、ピッツバーグ都市圏のスキー場となっている。

## 著名な出身者
- ボブ・ベイラー - MLBのユーティリティプレーヤー。コネルズビルで育った。
- ジョン・ディクスン・カー - 推理小説作家。エドガー・アラン・ポー賞を3度受賞した。ユニオンタウンで育った。
- ヴィニー・カリウタ - バンドのドラマー。ジャズからフュージョン、ロック、ファンクまで幅広いジャンルをこなす。レパブリックで育った。
- アーニー・デービス - NFL選手。1961年のハイズマン賞受賞者。12歳までニューセイラムで育った。
- アルバート・ギャラティン - アメリカ合衆国財務長官。同下院多数派院内総務。ニューヨーク大学創設者。成人になってからニュージェネバを設立し、その名前をつけて住んだ。
- ジョージ・マーシャル - 軍人。1953年のノーベル平和賞受賞者。第二次世界大戦の連合軍最高司令官。マーシャル・プランの作成者。ユニオンタウンで育った。
- ジョン・ウッドラフ - 陸上競技選手。1936年ベルリンオリンピックの金メダリスト。コネルズビルで育った。

## 大衆文化の中で
1967年、ユニオンタウンでマクドナルドのビッグマックが生まれた。